# Nordnes Idrettslag
Il Nordnes Idrettslag è una società calcistica norvegese con sede nella città di Bergen. Milita nella 5. divisjon, sesto livello del campionato norvegese. Il club fu fondato nel 1945 e gioca le proprie partite casalinghe al Møhlenpris Idrettsplass.

## Storia
Il club fu fondato il 14 giugno 1945. La nuova società fu il risultato della fusione tra Sportsklubben Argus, Sportsklubben Tempo, Nordnæs Idrættslag e Nordnes Arbeideridrettslag. La polisportiva appena costituitasi si occupò principalmente di calcio e pallamano, ma sporadicamente anche di nuoto, orientamento, atletica, sci e tennis. La divisione calcistica partecipò alla Hovedserien 1953-1954, all'epoca massimo livello del campionato locale. In seguito, la squadra militò nelle leghe inferiori.